# 康藏嵩草
康藏嵩草（学名：Carex littledalei）又名藏北嵩草，为莎草科薹草属下的一个种。